# Arroyo Salado (ort)
Arroyo Salado är en ort i Dominikanska republiken.   Den ligger i provinsen María Trinidad Sánchez, i den nordöstra delen av landet, 110 km norr om huvudstaden Santo Domingo. Arroyo Salado ligger 6 meter över havet och antalet invånare är 1 990.
Terrängen runt Arroyo Salado är platt åt sydost, men åt nordväst är den kuperad. Havet är nära Arroyo Salado österut.  Närmaste större samhälle är Nagua, 14,1 km söder om Arroyo Salado. 